# Propriorezeptor
Propriorezeptoren (von lateinisch proprius ‚eigen‘ und recipere, receptus ‚aufnehmen‘, ‚empfangen‘), auch Propriozeptoren genannt, dienen der Wahrnehmung von Stellung und Bewegung des Körpers im Raum und so der Propriozeption. Durch sie gelangen Informationen über Muskelspannung, Muskellänge, Gelenkstellung und Bewegung zum Kleinhirn und zum Cortex, wo diese unbewusst verarbeitet werden. Zu den Propriorezeptoren zählen die Muskelspindel, das Golgi-Sehnenorgan, das Ruffini- und das Vater-Pacini-Körperchen.
Die Muskelspindeln sind Dehnungsrezeptoren in der Muskulatur. Sie sind für die Messung der Muskellänge und der Veränderungsgeschwindigkeit der Muskellänge verantwortlich. Sie sind in der Muskulatur der Extremitäten, insbesondere in den kleinen Hand- und Fußmuskeln sehr zahlreich vorhanden. Dies ermöglicht vor allem die differenzierte Greiffunktion der Hand.
Die Ruffini- und Vater-Pacini-Körperchen befinden sich in den Gelenkkapseln. Sie informieren über die Stellung der Gelenke und deren Bewegungen. Die Golgi-Sehnenorgane befinden sich in den Sehnen. Sie werden bei Muskelkontraktion bzw. Muskeldehnung erregt.